# Cesacomora
Cesacomora is een geslacht van rechtvleugeligen uit de familie sabelsprinkhanen (Tettigoniidae). De wetenschappelijke naam van dit geslacht is voor het eerst geldig gepubliceerd in 2009 door Koçak & Kemal.

## Soorten
Het geslacht Cesacomora omvat de volgende soorten:
- Cesacomora comorana Chopard, 1958
- Cesacomora cucullata Redtenbacher, 1891